# Raja herwigi
Raja herwigi és una espècie de peix de la família dels raids i de l'ordre dels raïformes.

## Morfologia
- Els mascles poden assolir 50 cm de longitud total.[4][5]

## Reproducció
És ovípar i els ous tenen com a banyes a la closca.

## Hàbitat
És un peix marí, de clima tropical (17°N-15°N) i demersal que viu entre 55–102 m de fondària.

## Distribució geogràfica
Es troba a l'oceà Atlàntic oriental central: és un endemisme de Cap Verd.

## Observacions
És inofensiu per als humans.